# Gary McAllister
Gary McAllister (ur. 25 grudnia 1964 w Motherwell) – szkocki piłkarz, grający na pozycji pomocnika.

## Kariera
Swoją karierę rozpoczął w klubie Motherwell, strzelając 8 bramek w 70 meczach. W 1985 roku w półfinale Pucharze Szkocji przeciw Celtikowi Glasgow zachwycił menedżera Leicester City Gordona Milne’a. Podpisał więc kontrakt z tym klubem razem z kolegą z Motherwell Ally Mauchlen, za łączną sumę 250 000 funtów w 1985 roku.
McAllister następnie grał w takich klubach jak Leeds United, Coventry City oraz Liverpool. Trafił również do grona reprezentantów Szkocji, którzy zagrali ponad 50 razy w reprezentacji. McAllister zagrał w niej 57 razy i zdobył 5 bramek. Był uczestnikiem Mistrzostw Świata we Włoszech w 1990 oraz Mistrzostw Europy w Szwecji w 1992 i w Anglii w 1996.
Pomimo że grał krótko w zespole Liverpoolu, odgrywał znaczącą rolę w zespole Gérarda Houlliera, który zdobył 3 trofea w latach 2000–2001. Gary znany był też z bardzo dobrego wykonywania stałych fragmentów gry. Świecił również przykładem dla młodych graczy The Reds.
McAllister po odejściu z Liverpoolu został grającym menedżerem w jednym z jego poprzednich klubów - Coventry City, jednak niedługo potem zrezygnował z tej funkcji z powodu choroby żony. Pod koniec stycznia 2008 powrócił do futbolu i objął funkcję szkoleniowca Leeds United. 21 grudnia został jednak zwolniony ze swojej posady, zastąpił go Simon Grayson.